# 桑德希爾 (密西西比州科派亞縣)
桑德希爾（英語：Sand Hill）是位於美國密西西比州科派亞縣的非建制地區。

## 地理
桑德希爾所處的海拔為高於海平面105米（即344英呎），而該地所採用的時區為UTC-6，即北美中部時區（CST）。同時該地設有夏令時間，為UTC-6調快一小時，即UTC-5（CDT）。